# Veinte de Abril, Motozintla
Veinte de Abril är en ort i Mexiko.   Den ligger i kommunen Motozintla och delstaten Chiapas, i den sydöstra delen av landet, 900 km sydost om huvudstaden Mexico City. Veinte de Abril ligger 1 654 meter över havet och antalet invånare är 361.
Terrängen runt Veinte de Abril är bergig åt sydost, men åt nordväst är den kuperad. Runt Veinte de Abril är det ganska tätbefolkat, med 134 invånare per kvadratkilometer. Närmaste större samhälle är Motozintla de Mendoza, 10,8 km nordost om Veinte de Abril. I omgivningarna runt Veinte de Abril växer i huvudsak städsegrön lövskog.